# Patrick Brydone
Patrick Brydone (Coldingham, 6 gennaio 1736 – Lennel House, 19 giugno 1818) è stato uno scienziato, militare e viaggiatore scozzese.

Mappa tratta da Tour through Sicily and Malta, 1806. Da BEIC, biblioteca digitale

La sua unica opera letteraria, Viaggio in Sicilia e a Malta, è una delle principali opere che riguardano il Grand Tour e la prima in assoluto a proposito della Sicilia.

## Biografia

### Gli studi e la guerra
Patrick Brydone nacque nella Scozia meridionale (e più precisamente nel Berwickshire), da Robert e Elizabeth Dysart. Il padre era un reverendo, ministro della chiesa scozzese, così come il nonno materno. Studiò all'Università di St Andrews fino a 18 anni, quando decise di interrompere gli studi pur non essendosi diplomato. Fuori dall'ambito universitario, si dedicò allo studio dell'elettricità seguendo l'esempio di Benjamin Franklin. Ne scaturirono delle relazioni che furono pubblicate nelle Philosophical Transactions della Royal Society di Londra.
Successivamente, si arruolò nell'esercito britannico e prese parte alla guerra dei sette anni, combattendo nell'assedio di Belle-Île-en-Mer e come capitano in Portogallo, dove rimase anche dopo la fine della guerra. Nel 1763, infatti, Brydone chiuse la sua carriera militare e visitò il paese, per poi spostarsi in Francia. Lì, iniziò a lavorare come travelling tutor: avrebbe viaggiato in Europa, accompagnando in qualità di tutore dei ricchi giovani britannici. Nel 1764, si trasferì quindi in Svizzera e si stabilì a Losanna.

### Primi viaggi
Dal Canton Vaud, nel quadriennio tra il 1765 e il 1768, Brydone partì più volte per visitare Portogallo, Spagna, Francia, Irlanda, Paesi Bassi e Italia. Inoltre, esplorò le Alpi e lì si dedicò a vari esperimenti. Nell'ottobre 1769, fu ingaggiato come precettore da William Fullarton e con lui tornò in Italia.
Da dicembre dello stesso anno a maggio 1770, i due risiedettero a Napoli. L'ambasciatore britannico nel regno napoletano William Hamilton e il presbitero Giovanni Maria Della Torre, appassionati di vulcanologia, lo affiancarono nello studio del Vesuvio e delle frequenti eruzioni. Inoltre, Hamilton lo fece entrare nel giro della nobiltà campana e fu proprio lui a spingerlo a visitare la Sicilia, dove era stato l'anno precedente scalando anche l'Etna.

### Viaggio in Italia e Malta
Al seguito del lord partì nel 1767 per un viaggio fra Italia e Malta. Giunse in Sicilia nella primavera del 1770. Visitò l'isola rimanendo colpito dallo splendido scenario portuale della città di Messina con la cosiddetta "Palazzata" o "Teatro marittimo", dal vulcano Etna, da Taormina, Siracusa e da Palermo dove ebbe modo di vedere il Festino di Santa Rosalia. Descrisse anche la «degna confraternita» ovvero l'intrecciato connubio fra nobiltà, potere locale e malfattori. Rientrò in Scozia nel 1771, dopo essere ripassato da Napoli, Roma e Svizzera.
Pubblicò Viaggio in Sicilia e a Malta l'8 aprile 1773 e poco dopo ricominciò a viaggiare come precettore: visitò Svizzera, Francia, Austria, Germania, Ungheria, Polonia e Russia. Nel 1783 smise di viaggiare e nel 1785 si sposò con Mary Robertson, da cui nacquero le figlie Mary, Elizabeth e Wilhelmina. Da quel momento, non si mosse più dalla Gran Bretagna, pur continuando ad effettuare degli esperimenti e a studiare tutte le nuove pubblicazioni scientifiche. Rimase in contatto con molti amici sparsi in tutta Europa e Walter Scott gli dedicò il poemetto Marmion.

## Riconoscimenti
- Ammissione alla Royal Society di Edimburgo (1772) e Fellow di quella londinese (1773).
- Controllore dello Stamp Office (concesso da Frederick North nel 1799).
- Vitalizio concesso da Brownlow Bertie, duca di Ancaster.

## Gli studi scientifici
Sin dalla fine della sua breve esperienza universitaria, Brydone si è dedicato costantemente allo studio dell'elettricità. La grande influenza che ebbero su di lui i lavori di Franklin lo spinsero a scrivere ed inviare varie relazioni alla Royal Society, che le pubblicò nel proprio organo ufficiale. I suoi studi proseguirono sulle Alpi, una decina d'anni dopo, dove effettuò delle rilevazioni e degli esperimenti sull'aria, la temperatura e l'elettricità ad alta quota.
Fu la ricerca scientifica a spingerlo a viaggiare verso la Sicilia: dopo un soggiorno a Napoli, in cui si era dedicato allo studio delle esalazioni sulfuree, della meteorologia durante un'eruzione e dell'orografia dopo le colate laviche del Vesuvio, il suo obiettivo fu di studiare l'Etna.

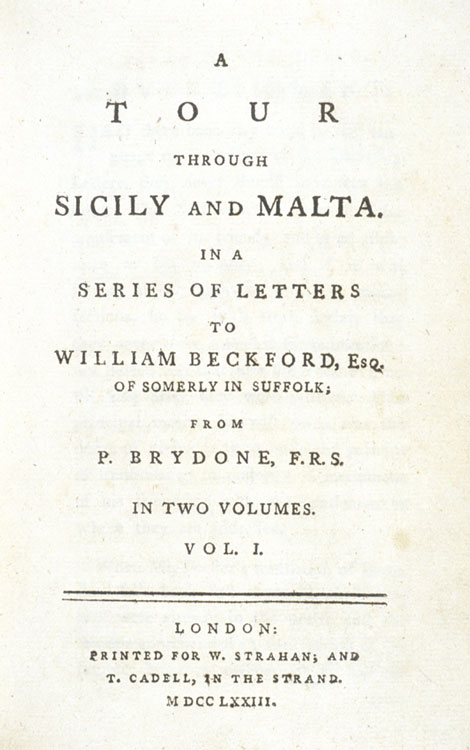
Copertina della prima edizione di A tour through Sicily and Malta (1773).

## A tour through Sicily and Malta
Al rientro scrisse una serie di lettere indirizzate allo scrittore inglese William Beckford di Somerly, che verranno raccolte e pubblicate nel 1773 nell'opera di grande successo «A tour through Sicily and Malta». L'opera uscirà l'anno dopo in tedesco, a Lipsia e nel 1775 in francese.
Fu membro della Massoneria e fece da tramite tra la loggia di San Giovanni di Scozia di Palermo, che praticava il rito inglese, e le logge inglesi Perfect Union e Well Chosen Lodge, dalle quali dipendeva.